# Amerikanische Kletternattern
Die Amerikanischen Kletternattern (Pantherophis) (von gr. panthera = Leopard und ophis = Schlange) sind eine Gattung ungiftiger, nordamerikanischer Schlangen aus der Familie der Nattern (Colubridae).

## Beschreibung und Verhalten
Die Arten der Gattung Pantherophis zeichnen sich durch einen schlanken Körperbau mit nur leicht abgesetztem Kopf aus. Sie erreichen Körperlängen zwischen 100 cm und 250 cm.
Viele Arten sind ausgesprochene Kulturfolger und folglich häufig in der Nähe menschlicher Siedlungen zu finden, darüber hinaus sind einige Arten sehr aktive Kletterer und können mitunter auch in Bäumen angetroffen werden, was der Gattung den deutschen Trivialnamen einbrachte. Alle Arten der Gattung vermehren sich ovipar und betreiben keine Brutpflege.

## Verbreitung und Lebensraum
Das Verbreitungsgebiet der Gattung erstreckt sich über weite Teile der USA und Mexikos. Die von den unterschiedlichen Arten bewohnten Lebensräume reichen von sommerfeuchten Laub- und Nadelwäldern über die Prärie bis hin zu felsigen Höhenlagen in über 2500 m Seehöhe.

## Systematik
Im Jahr 2002 wurde die bis dahin gültige Gattung der Kletternattern (Elaphe) nach eingehenden wissenschaftlichen Untersuchungen in mehrere Gattungen aufgespalten. Die bereits 1843 beschriebene Gattung Pantherophis wurde zu diesem Zweck wiedereingeführt. Diese Änderung ist weitgehend akzeptiert.
2008 erfolgte erneut eine Änderung der Einteilungen durch Collins & Taggart. Dabei wurden die Erdnattern in die Gattung Scotophis und die Fuchsnattern in die neue Gattung Mintonius gestellt. Die Gattung Pantherophis würde nur noch aus den drei Kornnatter-Arten Pantherophis guttatus, Pantherophis emoryi und Pantherophis slowinksii bestehen. Diese Änderung ist allerdings umstritten, da sie die Verwandtschaft mit den Erdnattern und den Fuchsnattern verschleiern würden. Pyron et al. übernehmen diese Einteilung nicht. Dementsprechend werden die Arten der Erdnattern und Fuchsnattern weiterhin der Gattung Pantherophis zugeteilt. Momentan sind 8 Arten der Gattung Pantherophis bekannt (Stand Dezember 2022):
Gruppe der Kornnattern
- Prärie-Kornnatter (Pantherophis emoryi (Baird & Girard, 1853))
- Kornnatter (Pantherophis guttatus (Linnaeus, 1766))

Gruppe der Erdnattern
- Pantherophis alleghaniensis (Holbrook, 1836)
- Bairds Kletternatter (Pantherophis bairdi (Yarrow, 1880))
- Erdnatter (Pantherophis obsoletus (Say, 1823))
- Graue Pilotnatter (Pantherophis spiloides (Duméril, Bibron & Duméril, 1854))

Gruppe der Fuchsnattern
- Pantherophis ramspotti Crother, White, Savage, Eckstut, Graham & Gardner, 2011
- Östliche Fuchsnatter (Pantherophis vulpinus (Baird & Girard, 1853))

Die nächstverwandte Gattung von Pantherophis ist Pituophis.

## Trivia
In den Katzenkrimis von Rita Mae Brown gehört zur Fauna auf der Farm der Hauptfigur eine Kletternatter, die auf dem Heuboden ihren Winterschlaf zu halten pflegt.